# Plecia maculata
Plecia maculata är en tvåvingeart som beskrevs av Hardy 1942. Plecia maculata ingår i släktet Plecia och familjen hårmyggor. Inga underarter finns listade i Catalogue of Life.